# Nandasmo
Nandasmo es un municipio del departamento de Masaya en la República de Nicaragua.
Durante la Cruzada Nacional de Alfabetización realizada entre los meses de marzo y agosto de 1980, Nandasmo fue el primer territorio en ser declarado libre de analfabetismo.

## Geografía
El término municipal limita al norte con la Laguna de Masaya, al sur con los municipios de Masatepe y Niquinohomo, al este con los municipios de Masaya y Niquinohomo, y al oeste con el municipio de Masatepe. La cabecera municipal está ubicada a 58 kilómetros de la capital de Managua.
De acuerdo a su posición topográfica se sitúa casi al fondo de una cañada con notables desniveles en su planta. El municipio no posee fenómenos hidrográficos ni orográficos de gran significación. Sin embargo tiene costas en la Laguna de Masaya, ubicada al pie del Volcán Masaya. También posee un manto freático a una profundidad de 1000 pies (304.8 metros) con buen potencial para consumo y para riego.

## Historia
La población desciende de las tribus más importante que poblaron el país como son los chorotegas de origen náhuatl, que originalmente habitaban en esta región. 
Según datos históricos los primeros pobladores que se asentaron en el territorio huían de la erupción del volcán Santiago. Es así como surge Nandasmo que en lengua Chorotega significa "junto a los arroyos", y en náhuatl "lugar arenoso"; sin embargo, para llegar a oficializar el nombre actual se tuvo que pasar por otros nombres tales como: Villa de la Paz y Villa de San Pedro. Fue declarado municipio en el año de 1976.

## Demografía
Nandasmo tiene una población actual de 17,215 habitantes. De la población total, el 50.3% son hombres y el 49.7% son mujeres. Casi el 43% de la población vive en la zona urbana.

## Naturaleza y clima
La precipitación pluvial promedio anual oscila entre los 1200 y 1400 mm, la temperatura varía entre los 23 a 24 °C, lo que define al clima de sabana tropical como seco.

## Localidades
Además de la correspondiente cabecera municipal existen 4 comarcas: Pío XII, San Pedro de abajo, San Bernardo y Vista Alegre.

## Economía
Además de la agricultura, basada principalmente en los cultivos de café, cítricos, frijoles y maíz, existe una importante artesanía, con talleres que representan amplio sector económico, trabajando en las ramas de madera y muebles, cueros, alfarería, tornos y hojalatería.

## Cultura
Nandasmo celebra sus fiestas del 14 al 22 de enero de cada año en honor a "Dulce Nombre
de Jesús", a "Jesús Nazareno de la Buena Muerte", y a "Jesús Divino Pastor".
Durante el desarrollo de estas festividades se realizan actos litúrgicos como misas, rosarios, procesiones y expresiones populares tales como: carnavales, corridas de toros, desfiles hípicos o tradicionales. Todas estas manifestaciones son acompañadas de diferentes platillos como: La masa de cazuela, chicha de maíz y nacatamales, que son ofrecidos a cada uno de los visitantes. 
El municipio se caracteriza por sus leyendas como: la carreta nagua, la cegua, el cadejo, los duendes, las cuales han sido narradas y transmitidas oralmente de generación en generación.

## Deportes
Fue fundado el 9 de septiembre de 2009 en el municipio de Nandasmo y es el equipo que representa al departamento de Masaya en el fútbol en Nicaragua.
El club inició en las ligas departamentales de Nicaragua (cuarta división) e inició un camino de ascensos que termina con el título de la Segunda División de Nicaragua en la temporada 2015-16, por lo que jugó  en la Primera División de Nicaragua por primera vez en su historia en la temporada 2016-17.
También  hay una liga local de cuarta división que se desarrolla en los campos deportivos de Pío XII Norte, Pío XII Sur conocido como la curva y el de Nandasmo donde participan equipos muy representativos y característicos de la zona.